# 統合弾薬部
統合弾薬部（とうごうだんやくぶ、フランス語：Service interarmées des munitions。略称：SIMu）は、2011年3月11日アレテに基づき設立されたフランス共和国軍の共同の機関。

## 歴史
公共政策全般改正（RGPP）の一環として2007年に立ち上げられ、従来の弾薬関係部局及び部隊・機関を集約して単一組織に改編し、フランス全軍の弾薬を取り扱う統合機関として決定される。2010年2月5日文書によりこの機関は2010年7月1日に設立されることが明示され、6箇所の弾薬支処に1,763人（この内軍人725人で民間人が1,038人で構成される）が働いている。
2011年3月25日アレテで設立され、2011年6月6日に初代部長に軍旗が引き渡される。

## 任務
統合弾薬部はフランス軍用の弾薬の調達と供給に責任を負い、保守整備、弾薬の補給および回収を管理する。軍用品の調整に寄与し、そして北大西洋条約機構の軍用品分野ではフランス国防省を代表している。
但し、核兵器と装備総局管轄の市場向け弾薬は管理の対象外となっている。

## 組織
統合弾薬部本部はヴェルサイユのアレ・デ・マトロ（fr:Allée des Matelots）にあり統合参謀本部と接続している。
設立時の人員は約1,800人で初代部長にはステファン・オヴァル（Stéphane Ovaere）准将が就任している。
本部内組織は、技術課、資源課、危機管理課および管理運営課からなる。
2010年時点でのフランス三軍には20箇所の施設（陸軍10箇所、空軍6箇所、海軍4箇所）があり、これ以外で海外には7箇所に存在していた。これらは2010年代で7箇所の主要弾薬支処に再編成される。

### 主な弾薬支処
- ブルターニュ主要弾薬支処：フィニステール県ギパヴァ（fr:Guipavas）。2011年6月23日に稼働し、コエキダン・サン＝ニコラ弾薬グループの第2補給連隊第14弾薬中隊の一部、ブレスト海軍工廠の艦隊支援局弾薬課を引き継ぐ。
- シャンパーニュ＝ピカルディ主要弾薬支処：オーブ県ブリエンヌ＝ルーシャトー（fr:Brienne-le-Château）。2011年5月1日に稼働し、エーヌ県のクレピー・アン・ラオノワ空軍弾薬支処を引き継いだ。施設には約110人の民間人従業員がいる[6]。
- アルザス＝ロレーヌ主要弾薬支処：ムーズ県ソムデュー（fr:Sommedieue）。2011年6月19日に稼働し[7]、特徴的な部隊にはクレピー空軍弾薬支処第5弾薬中隊がある[8]。
- 中央主要弾薬支処：ロワール＝エ＝シェール県サルブリ（fr:Salbris）。2010年に稼働し、400ヘクタールの敷地を持ち、職員161人中46人が軍人である。旧サヴィニー＝アン＝セプテーヌ空軍弾薬支処の2個グループと旧サルブリ陸軍弾薬分遣隊が集約されている[9]。
- プロヴァンス主要弾薬支処：ブーシュ＝デュ＝ローヌ県ミラマ。2011年5月27日に稼働し、2011年の運用開始時点で軍民職員合わせて約150人が働いている。かつてはビヤール弾薬支処、フォンヴィエイル海軍補給処および第4補給連隊分遣隊であった[10]。
- 地中海主要弾薬支処：トゥーロン軍港とカンジュール駐屯地。2011年6月29日に稼働し、トゥーロン弾薬グループとカンジュール弾薬庫およびソレンザラ第126空軍基地弾薬部で構成される。稼働時には総勢304人がおり、内訳は装備総局技官3人、三軍将兵63人および238文民職員からなっていた。
- アキテーヌ主要弾薬支処：空軍の9個弾薬グループで構成される[11]。